# جريدة الفرات
 الفرات  هي صحيفة سورية تصدر باللغة العربية أسست في مدينة حلب عام 1867م وهي أقدم الصحف العربية.